# Gelon
Gelon (gr. Γέλων, ur. ?, zm. 478 p.n.e.) – tyran miasta Gela w latach 491 p.n.e.-485 p.n.e. i Syrakuz w latach 485 p.n.e.-478 p.n.e. Jego ojciec nosił imię Dejnomenes, a jego braćmi byli Hieron I Starszy i Trazybul, jego następcy w roli tyranów Syrakuz.

## Droga do władzy
Gelon był dowódcą jazdy tyrana Geli Hippokratesa i opiekunem jego nieletnich synów. Mając poparcie części arystokracji usunął synów Hippokratesa i sięgnął po władzę. 

## Budowa państwa
Między 490 a 485 p.n.e. sprzymierzył się z Teronem, tyranem sąsiedniego miasta Akragas, pieczętując przymierze małżeństwem z jego córką Demarate. W 485 p.n.e. włączył do swego państwa Syrakuzy, wykorzystując poparcie arystokratów, wygnanych przez zbuntowany lud z wielkich majątków ziemskich. Przekazał wówczas władzę w Geli bratu i przeniósł się wraz z dworem do Syrakuz, które przekształcił w najludniejsze miasto greckie poprzez zastosowanie, jako pierwszy z tyranów sycylijskich, metody przesiedlenia ludności. Najpierw sprowadził wszystkich mieszkańców Kamaryny do Syrakuz i uczynił ich obywatelami, a samo miasto zburzył, potem sprowadził ponad połowę mieszkańców Geli. Z mieszkańców stawiającej mu opór Megary Hyblai bogatszych przeniósł do Syrakuz, a prosty lud sprzedał w niewolę. Podobnie uczynił z ludnością Eubei sycylijskiej. Stworzył z Syrakuz centrum rozległego, jak na greckie warunki, państwa o znacznej sile militarnej. Do swojej dyspozycji posiadał około 200 okrętów, 20 tysięcy hoplitów oraz oddziałów ciężkiej i lekkiej kawalerii, w której służyli faworyzowani przez niego arystokraci (Herodot Dzieje VII, 158).

## Wojna z Kartaginą
W końcu 481 p.n.e. przybyli do Syrakuz wysłannicy Związku Hellenów, wzywając Gelona, aby wziął udział w wojnie przeciw Persom. Ten zażądał dla siebie naczelnego dowództwa, pragnąc sprowokować odmowę, wiedział bowiem, że Kartagińczycy przygotowują się od dłuższego czasu do inwazji na Sycylię. 
W 480 p.n.e. armia kartagińska dowodzona przez Hamilkara, syna Hannona, wylądowała w pobliżu miasta Himera. Pretekstem do inwazji była prośba o pomoc Terillosa, wygnanego z Himery przez Terona, teścia i sprzymierzeńca Gelona. Wojska Hamilkara prawdopodobnie liczyły około 50 tysięcy ludzi. Gelon zadecydował, że trzeba zaatakować Hamilkara pod Himerą, zanim połączy on swoje siły z wojskami swojego sojusznika Anaksylasa z Rhegion w południowej Italii. W bitwie pod murami Himery Gelon odniósł wspaniałe zwycięstwo, które przyniosło mu sławę w świecie greckim i popularność w Syrakuzach.

## Śmierć i spuścizna
Gelon umarł na wodną puchlinę, będąc u szczytu sławy, na samym progu okresu największej świetności Syrakuz. Żonę i dowództwo nad armią przekazał jednemu z braci, Polyzelosowi, opiekę nad synem drugiemu bratu, Trazybulowi, a władzę tyrana w Syrakuzach trzeciemu z braci, Hieronowi Starszemu. 
Po śmierci Gelon był czczony jako heros - w Syrakuzach poświęcono mu pośmiertnie kaplicę, która upamiętniała jego zwycięstwa nad wrogami. 